# Dakan
Dakan, que fue también exhibida como Destiny, es una película coproducción de Guinea y Francia filmada en colores dirigida por Mohamed Camara sobre su propio guion que se estrenó en mayo de 1997 en el marco del Festival de Cine de Cannes y tuvo como actores principales a Cécile Bois, Mamady Mory Camara, Koumba Diakite y Aboucar Touré.

## Sinopsis
Manga y Sory son dos jóvenes enamorados el uno del otro. Cuando la madre viuda de Manga y el padre de Sory se enteran de su relación, les prohíben seguir viéndose. Sory se casa y tiene un hijo en tanto la madre de Manga para “curar” a su hijo, recurre sin éxito a la brujería y a una larga terapia de aversión; finalmente, Manga se compromete con una mujer blanca llamada Oumou. Ambos hombres tratan de hacer que funcionen sus relaciones heterosexuales pero en definitiva su atracción continúa, la madre de Manga acepta a la pareja y al final se ve a Sory y Manga conduciendo juntos hacia un futuro incierto

## Reparto
Intervinieron en la película los siguientes intérpretes:
- Cécile Bois
- Mamady Mory Camara
- Koumba Diakite
- Aboucar Touré
- Kade Seck